# Sudō Maasa
Sudo Maasa (須藤 茉麻 Sudō Maasa, Tu Đằng Mạt Ma) là một thành viên trong nhóm Berryz Koubou của Hello! Project.

## Tiểu sử
Sudou Maasa đã gia nhập Hello! Project với tư cách là một trong 15 thành viên của Hello! Project Kids. Diễn xuất đầu tiên được đề cao trong các thành viên của 4KIDS trong bộ phim Minimoni ja Movie Okashi na Daibouken! cũng như bài hát 6th single của Minimoni.
Năm 2004, Sudou Maasa là một trong 8 thành viên được chọn để hợp thành Berryz Koubou. Hiện Sudou vẫn còn là thành viên của nhóm này.
Sudou Maasa là một thành viên của Little Gatas và Mix Gatas cho đến khi cô ấy được nhận vào Gatas Brilhantes H.P. năm 2007.

## Công việc

### Đóng phim
- [2002] ミニモニ。じゃム→ビ→お菓子な大冒険！ (Minimoni ja Movie Okashi na Daibouken!)

## Thông tin thêm
- Có một ông anh trai và một cô em gái.
- Có 2 chú cún Mini Dax (tên là Candy và Ururu) với 1 chú thỏ Holland Lop (tên là Taremi).
- Các nghệ sĩ ưa thích của cô ấy là Sakurazuka Yakkun và SUMMERS.
- Được biết đến nhờ chiều cao khi nhóm Berryz Koubou vừa được thành lập, nhưng sau đó cô ấy bị Kumai Yurina vượt qua vào năm 2004.
- Nổi tiếng nhờ "Bước chân của mình", và vóc dáng tươi trẻ của cô ấy.
- Đã từng có tật nói ngọng, nhưng nó đã mất dần khi cô ấy trưởng thành.
- Rất giỏi về kanji.
- Ghét cá (nhưng lại thích ăn cá?).
- Sợ nước.
- Gần đây (năm 2007) được xem là người có đôi mắt và đôi môi quyến rũ.
- Đã từng nói rằng cô ấy định sẽ đọc hết 10 quyển sách trước năm 2008.
- Là bạn thân của Tokunaga Chinami và Kumai Yurina.
- Cô ấy xuất hiện trên PV Boogie Train '03 cùng với Tsugunaga Momoko, Tokunaga Chinami và Umeda Erika.